# Нікола Мінчев
Нікола Георгієв Мінчев (болг. Никола Георгиев Минчев ; народився 13 вересня 1987 року) — болгарський юрист і політик, який обіймав посаду спікера 47-ї Національної асамблеї Болгарії з 2021 по 2022 рік.

## Молодість і освіта
Народився13 вересня 1987 року в місті Софія, Болгарія. З дитинства цікавився футболом, ще з часів, коли ФК «Міньор» і ФК «Металург» були разом у групі «А» Болгарської футбольної ліги. Він закінчив німецьку середню школу в м. Софії, після чого здобув ступінь магістра права в Софійському університеті Святого Климента Охридського.

## Кар'єра

### Юрист
Мінчев розпочав свою кар'єру в найбільшій юридичній фірмі Болгарії «Джингов, Гугінскі, Кючуков і Величков». Як адвокат захищав права клієнтів в Арбітражному суді Міжнародної торгової палати. Брав участь у конференціях та читав лекції в Energy Law Group (Європейська мережа юристів у сфері енергетичного права). Його досвід також включає банківське регулювання та ринки капіталу, а також державні закупівлі. Як юрист, він вважав, що добрих законів можна досягти за допомогою хороших законів, щоб молодим людям не доводилося вибирати між щастям у Болгарії та гарною реалізацією за кордоном.

### Голова Національних зборів
Парламент Болгарії обрав Мінчева головою 47-ї Національної асамблеї на своїй першій сесії. Він був обраний 158 голосами проти 1 при 72 утрималися.
У своєму першому зверненні до парламенту як голова Мінчев подякував депутатам за довіру до нього. «Сьогодні ми розпочинаємо роботу нового парламенту. Ми знаходимося в прихильному місці людей, які нещодавно завоювали довіру болгар. Однак ця вигідна позиція скоро закінчиться. Нині ми зіткнулися зі складнішим завданням — виправдати очікування та довіру». У своєму першому інтерв'ю він сказав, що закриття спеціалізованого суду та прокуратури буде одним із пріоритетів 47-го НС. Він також закликав здобути спільну волю парламенту в якісній дискусії, сказавши, що «потрібно відновити дух взаєморозуміння та нову модель якісної політики. Я працюватиму, щоб болгарський парламент став місцем для вільних і конструктивних дебатів та дискусій».
Мінчев заявив, що потрібні деякі зміни в регламенті депутатів. Одна з можливих поправок стосуватиметься політичного кочівництва — переходу депутатів однієї депутатської групи до іншої. Також буде розглянуто питання про те, чи повинні депутати проходити тестування на коронавірус раз на тиждень при вході в будівлю, як це відбувається зі студентами.